# Maria Blondeel
Maria Blondeel (Halle, 1963) is een Belgisch beeldend kunstenaar, actief in Gent.

## Werk
Maria Blondeel studeerde schilderkunst aan Sint-Lukas te Schaarbeek (1977-1980) en aan de Koninklijke Academie te Gent (1980-82). Ze is ook opgeleid in computertechnologie, fotografie en geluid. Ze is mede-oprichter van Experimental Intermedia in Gent.
Blondeel is in 2016 vooral bekend om haar blauwdruk-prints en haar geluidskunst. Blondeel werkt op een interdisciplinaire manier: ze vermengt technologie, beeld, licht, performance en geluid in haar kunstwerken. Ze creëert met haar werk situaties waar het publiek spontaan kan participeren, bijvoorbeeld in de vorm van kussens die geluid maken, of een videoperformance in een rijdende bus. Soms vertaalt ze het verlopen van de tijd, daglicht en kunstlicht naar geluid.

## Tentoonstellingen en residenties (selectie)
- 1993-94: solotentoonstelling bij Netwerk Aalst[6]
- 1999-2004: Wachtsoniek, Permanent interactief geluids- en lichtkunstwerk voor het Vlaams Administratief Centrum (VAC), Hasselt
- 2000, 2003 en 2006 bij CCNOA[5]
- 2007-2008: residentie bij FLACC, Genk
- 2010: officiële gast Noordrijn-Westfalen, beurs van stad Düsseldorf en Medienwerk-NRW.
- 2012: artist in residence bij het Frans Masereel Centrum